# Harfa
Harfa (tiếng Ả Rập: حرفا) là một ngôi làng của Syria ở huyện Qatana thuộc tỉnh Rif Dimashq. Theo Cục Thống kê Trung ương Syria (CBS), Harfa có dân số 2.362 trong cuộc điều tra dân số năm 2004. Cư dân của nó chủ yếu là Druze.